# Popillia tristicula
Popillia tristicula är en skalbaggsart som beskrevs av Ernst Gustav Kraatz 1899. Popillia tristicula ingår i släktet Popillia och familjen Rutelidae. Inga underarter finns listade i Catalogue of Life.